# Jezioro Głębokie (Wysoczyzna Łobeska)
Jezioro Głębokie – jezioro na Wysoczyźnie Łobeskiej, położone w gminie Radowo Małe, w powiecie łobeskim, w woj. zachodniopomorskim.
Powierzchnia zbiornika wynosi według różnych źródeł od 30,71 ha do 32,5 ha. Maksymalna głębokość Jeziora Głębokiego sięga 11,5 m.
Jezioro Głębokie w typologii rybackiej jest jeziorem sandaczowym.
Przez jezioro przepływa struga Meszna, która biegnie z okolic jeziora Piaski, uchodzi do Jeziora Głębokiego przy zachodnim brzegu i wypływa przy południowym biegnąc dalej do Jeziora Strzemielskiego.
Administratorem wód Jeziora Głębokiego jest Regionalny Zarząd Gospodarki Wodnej w Szczecinie. Utworzył on obwód rybacki, który obejmuje wody Jeziora Głębokiego, Jeziora Strzemielskiego i wody strugi Mesznej, która łączy oba jeziora i uchodzi do rzeki Regi.
Ok. 0,7 km do południowego brzegu jeziora przebiega droga wojewódzka nr 147.
Nazwę Jezioro Głębokie wprowadzono urzędowo w 1955 roku, zastępując poprzednią niemiecką nazwę jeziora –
Glambeck See.